# Stanton Forbes
Pour les articles homonymes, voir Forbes (homonymie).
Stanton Forbes, née le 10 juillet 1923 à Kansas City dans le Missouri et morte le 22 octobre 2013, est une femme de lettres américaine, auteure de roman policier. Elle est également connue sous les pseudonymes Tobias Wells et Forbes Rydell.

## Biographie
Après des études à l'université de Chicago, elle se marie en 1948 avec William J. Forbes. Elle travaille pour des journaux en Oklahoma, en Louisiane et au Massachusetts.
À partir de 1956, elle publie des nouvelles dans Manhunt, Mike Shayne Mystery Magazine, Ellery Queen's Mystery Magazine, Alfred Hitchcock’s Magazine sous les signatures DeLoris Stanton Forbes et D. E. Forbes. À partir de 1959, elle s’associe avec Helen Rydell. Les deux auteurs forgent le pseudonyme conjoint de Forbes Rydell pour faire paraître trois romans, dont Et avec ça, Madame ? (If She Should Die) qui, selon Claude Mesplède est un « livre construit de manière ingénieuse, avec plusieurs retours en arrière, mais surtout quelques chapitres, qui, en alternance, reprennent la même scène pour la décrire en fonction du point de vue des divers protagonistes ». En 1962, Ramassage à domicile (They're Not Home Yet), signé Forbes Rydell, est toutefois écrit uniquement par Stanton Forbes.
À partir de 1963, elle signe plusieurs romans de son patronyme. Le premier, Grieve for the Past est nommé comme finaliste pour le prix Edgar-Allan-Poe en 1964.  Elle publie vingt-deux autres romans, notamment Quatre pas en enfer (A Deadly Kind of Lonely) en 1971, dont Claude Mesplède juge qu'il « mérite le détour pour sa progression dramatique et la peinture réussie des deux personnages principaux ».
En 1966, sous le pseudonyme de Tobias Wells, elle crée le personnage de l'inspecteur Knute Severson, héros d’une série de seize romans, dont le premier titre est Couleur de mort (A Matter of Love and Death).  Selon Claude Mesplède, « cette première histoire a beaucoup de charme, avec son personnage central très humain auquel vient s'ajouter une « touche » féminine intéressante, en particulier pour parler de façon convaincante des préjugés raciaux. Cette chute tout à fait inattendue fait de l'ouvrage une réussite ».

## Œuvre

### Romans signés Stanton Forbes
- Grieve for the Past, 1963
- The Terrors of the Earth, 1964 (autres titres The Long Hate et Melody of Terror)
- Relative to Death, 1965
- Terror Touches Me, 1966
- A Business of Bodies, 1966
- Encounter Darkness, 1967
- If Two of Them Are Dead, 1968
- Go to Thy Death Bed, 1968
- The Name’s Death, Remember Me?, 1969
- She Was Only the Sheriff’s Daughter, 1970
- If Laurel Shot Hardy the World Would End, 1970 (autre titre Murder Runs Riot)
- The Sad, Sudden Death of My Fair Lady, 1971
- All for One and One for Death, 1971
- A Deadly Kind of Lonely, 1971
  - Quatre pas en enfer, Série noire no 1524, 1972
- But I Wouldn’t Want To Die There, 1972
- Welcome, My Dear, to Belfry House, 1973
- Some Poisoned by Their Wives, 1974
- Bury Me in Gold Lamé, 1974
- Buried in So Sweet a Place, 1977
- The Will and Last Testament of Constance Cobble, 1980
- Don’t Die on Me, Billie Jean, 1987
- One Man Died on Base1, 2001
- When the Hearse Goes By, 2002
- The Perils of Marie Louise, 2003

### Romans signés Forbes Rydell
- Annalisa, 1959
- If She Should Die, 1961
  - Et avec ça, Madame ?, Série noire no 710, 1962
- They're Not Home Yet, 1962
  - Ramassage à domicile, Un mystère no 664, 1964
- No Questions Asked, 1963

### SérieKnute Seversonsignée Tobias Wells
- A Matter of Love and Death, 1966
  - Couleur de mort, Série noire no 1135, 1967
- Dead By the Light of the Moon, 1967
- What Should You Know of Dying?, 1967
- Murder Most Fouled Up, 1968
- Die Quickly, Dear Mother, 1969
- The Young Can Die Protesting, 1969
- Dinky Died, 1970
- The Foo Dog, 1971 (autre titre Lotus Affair)
- What to Do Until the Undertaker Comes, 1971
  - En attendant le croque-mort, Un mystère, 3e série, no 182, 1972
- A Die in the Country, 1972
- How to Kill a Man, 1973
- Brenda's Murder, 1974
- Have Mercy Upon Us, 1974
- Hark, Hark, the Watchdogs Bark, 1975
- A Creature Was Stirring, 1977
- Of Graves, Worms and Epitaphs, 1988

### Nouvelles signées DeLoris Stanton Forbes ou D. E. Forbes
- Puddin’ and Pie (1956)
  - Viens jouer avec moi, Éditions OPTA, Suspense no 23 (février 1958)
- I Dig You, Real Cool (1956)
- The Secret Secret Secret (1956)
- In a Neat Package (1957)
- So I Can Forget (1957)
- Who Screamed? (1957)
- The Fifth One (1957)
- Speak No Evil (1958)
- Quetzalcoatl (1960)
- A Long and Happy Life (1997)
- The Girl Who Would Be Queen (1997)
- One of Our Bears Is Missing (1999)
- Rosejoy’s Baby (1999)
- The Love Bugs Will Get You If You Don’t Watch Out (1999)
- The Painted Lady (2002)
- A Long Sad Song for My Fair Lady (2005)
- A Visit to the Gendarmerie (2006)
- The Green Flash (2007)

## Filmographie
- 1973 : A Reflection of Fear (en), film américain réalisé par William A. Fraker, adaptation du roman Go To Thy Death Bed, avec Robert Shaw, Sally Kellerman, Sondra Locke et Mary Ure.

## Sources
- Claude Mesplède, Dictionnaire des littératures policières, vol. 2 : J - Z, Nantes, Joseph K, coll. « Temps noir », 2007, 1086 p. (ISBN 978-2-910-68645-1, OCLC 315873361), p. 765-766.
- Claude Mesplède, Les Années Série noire vol.2 (1959-1966) Encrage « Travaux » no 17, 1993
- Claude Mesplède, Les Années Série noire vol.3 (1966-1972) Encrage « Travaux » no 22, 1994
- Claude Mesplède, Les Années Série noire vol.4 (1972-1982) Encrage « Travaux » no 25, 1995
- Claude Mesplède et Jean-Jacques Schleret, SN, voyage au bout de la Noire : inventaire de 732 auteurs et de leurs œuvres publiés en séries Noire et Blème : suivi d'une filmographie complète, Paris, Futuropolis, 1982 (OCLC 11972030), p. 140 (notice Stanton Forbes), 324 (notice Forbes Rydell) et 375-376 (notice Tobias Wells).
- Claude Mesplède  et Jean-Jacques Schleret (Éd. rév. de: SN, voyage au bout de la Noire), Les auteurs de la Série noire, 1945-1995, Nantes, Joseph K, coll. « Temps noir », 1996, 627 p. (ISBN 978-2-910-68611-6, OCLC 300207570), p. 177-178.